# Anthostomella
Anthostomella es un género de hongos en la familia Xylariaceae.
Los ascomatas son simples y contienen un solo peritecio.

## Especies
- Anthostomella limitata
- Anthostomella pullulans